# Cincloramphus grosvenori
La yerbera de Gillard  (Cincloramphus grosvenori) es una especie de ave paseriforme de la familia Locustellidae endémica de la isla de Nueva Bretaña, en Papúa Nueva Guinea.

## Distribución y hábitat
Se encuentra únicamente en la isla Nueva Bretaña perteneciente al archipiélago Bismarck. Solo habita en los bosques húmedos tropicales de las tierras altas del interior de la isla.
Durante mucho tiempo IUCN clasificó a esta especie como una especie con datos insuficientes, a causa de la falta de información confiable sobre su distribución y tamaño de su población. Aunque no ha habido registros desde su descubrimiento en 1959, la evidencia reciente indica que la destrucción de su hábitat en Nueva Bretaña representa un riesgo mayor que lo que se creía con anterioridad, por lo cual la yerbera de Gillard ha sido catalogada en la lista del 2008 como Vulnerable.